# Exit – Das Spiel
Exit – Das Spiel ist der Name einer Spieleserie des Verlags Kosmos Spiele der Spieleautoren Inka und Markus Brand basierend auf der Idee und dem Konzept von Ralph Querfurth und Sandra Dochtermann.
Die Spiele bauen auf den Trend der Escape Games auf, bei denen die Mitspieler möglichst schnell aus einer Situation oder einem Raum entkommen und dafür verschiedene Aufgaben oder Rätsel lösen müssen. Die ersten Spiele der Serie erschienen 2016, im Jahr 2017 wurde sie fortgesetzt. Im Mai 2017 wurden die ersten drei Spiele der Serie für den Spielepreis Kennerspiel des Jahres nominiert und konnten sich gegen die Spiele Räuber der Nordsee und Terraforming Mars durchsetzen.
Mit Ausnahme einiger eingekaufter Lizenzprodukte (siehe Auflistung unten) sind die Spiele der Exit-Reihe dafür konzipiert, nur einmal gespielt zu werden, da den Spielern danach die Lösungen bekannt und auch Teile des Spielmaterials verändert oder zerstört sind. Dadurch sind ganz besondere und abwechslungsreiche Rätsel möglich.

## Thema und Ausstattung
Wie bei anderen Escape Games geht es in den Exit-Spielen darum, möglichst rasch aus einer Situation zu entkommen und dafür verschiedene Aufgaben und Rätsel zu lösen. Die Spiele sind dabei für einen bis sechs Spieler angelegt und für eine Spielzeit von 45 bis 90 Minuten konzipiert.
Die Ausstattung variiert je nach Spiel. Sie beinhaltet eine knappe Spielanleitung, die das Konzept der Spiele umreißt und die Spieler in das konkrete Spiel einführt. Hinzu kommen auf das Spiel abgestimmte Karten mit Rätseln, Lösungen und Hilfestellungen sowie weitere Materialien wie etwa eine Dekodierscheibe und ein Buch mit Rätseln und Hinweisen. Benötigt werden zudem Stifte und Papier zum Aufschreiben von Notizen sowie eine Uhr zum Bestimmen der Zeit, die für die Lösung benötigt wurde. Die grafische Gestaltung kommt von Franz Vohwinkel.

## Spielweise
Bei der Spielvorbereitung für ein Spiel im klassischen Schachtelformat werden die Spielmaterialien und die Karten sortiert in drei Stapeln mit Rätsel-Karten, Lösungs-Karten und Hilfe-Karten aufgeteilt und verdeckt bereit gelegt. Danach können die Spieler beginnen, die vorliegenden Rätsel zu lösen und nach und nach alle Lösungen zu finden, um das Spiel zu gewinnen. In der Spieleanleitung wird bei allen Spielen explizit darauf hingewiesen, dass das Spielmaterial für eine kreative Lösung der Rätsel auch beschriftet, gefaltet oder zerrissen bzw. zerschnitten werden kann und soll.
Die verschiedenen Rätsel der Spiele werden mit Hilfe der beiliegenden Dekodierscheibe und den Hinweisen im Buch und auf den Rätselkarten gelöst. Dabei kann die Lösung abhängig vom Spiel aus Symbolen oder Zahlen bestehen. Haben die Mitspieler eine Lösung gefunden, wird diese anhand der Lösungs-Karten überprüft und kann entweder falsch oder „eventuell richtig“ sein, wobei im letzten Fall eine weitere Lösungs-Karte zur Bestätigung genutzt wird. Korrekte Lösungen verweisen in der Regel auf weitere Rätselkarten, die gelöst werden müssen. Wenn die Mitspieler das Gefühl haben, nicht weiterzukommen, können sie die vorhandenen Hilfekarten nutzen. Dabei gibt es für jedes Rätsel drei Karten, die mit „1. Tipp“, „2. Tipp“ und „Auflösung“ beschriftet sind.
Abhängig von der Dauer des Spiels und der Anzahl genutzter Hilfekarten erhalten die Spieler am Ende des Spiels eine Wertung für ihr Spiel, die zwischen null und zehn Sternen betragen kann.

## Ausgaben
In der Serie Exit – Das Spiel erschienen 2016 vier Ausgaben, von denen eines als Promotionspiel verteilt wurde. Die drei Hauptspiele wurden 2017 zudem zusätzlich als englischsprachige Version veröffentlicht.
Die Spieleserie gibt es als Schachtel, Buch und Adventskalender sowie digital für Computer und Smartphones.
| Titel                                                                | Erscheinungsdatum | Schwierigkeitsgrad     | Bemerkungen                                 |
| -------------------------------------------------------------------- | ----------------- | ---------------------- | ------------------------------------------- |
| Exit – Das Spiel: Das Geheimnis der Premiere                         | –                 | –                      | Promotionspiel, SPIEL Essen 2016            |
| Exit – Das Spiel: Das geheime Labor                                  | 2016-10           | Fortgeschrittene       |                                             |
| Exit – Das Spiel: Die verlassene Hütte                               | 2016-10           | Fortgeschrittene       |                                             |
| Exit – Das Spiel: Die Grabkammer des Pharao                          | 2016-10           | Profis                 |                                             |
| Exit – Das Spiel: Die verbotene Burg                                 | 2017-05           | Profis                 |                                             |
| Exit – Das Spiel: Die Station im ewigen Eis                          | 2017-05           | Fortgeschrittene       |                                             |
| Exit – Das Spiel: Die vergessene Insel                               | 2017-05           | Fortgeschrittene       |                                             |
| Exit – Das Spiel: Der Tote im Orient-Express                         | 2017-10           | Profis                 |                                             |
| Exit – Das Spiel: Das Haus der Rätsel                                | 2017-10           | Einsteiger             | als Die-drei-???-Rätsel                     |
| Exit – Das Spiel: Der versunkene Schatz                              | 2017-10           | Einsteiger             |                                             |
| Exit – Das Buch: Der Keller der Geheimnisse                          | 2017-10           | Einsteiger             |                                             |
| Exit – Das Spiel: Die unheimliche Villa                              | 2018-03           | Fortgeschrittene       | Co-Autor Ralph Querfurth                    |
| Exit – Das Buch: Tagebuch 29                                         | 2018-03           | Profi                  | [ A 1 ]                                     |
| Exit – Das Spiel: Das mysteriöse Museum                              | 2018-05           | Einsteiger             | Co-Autor Ralph Querfurth                    |
| Exit – Kids CODE BREAKER                                             | 2018-10           | Kids                   | Co-Autor Ralph Querfurth                    |
| Exit – Das Spiel: Die Katakomben des Grauens                         | 2018-11           | Fortgeschrittene       | Co-Autor Ralph Querfurth, Doppelspiel       |
| Exit – Das Buch: Logbuch 1907                                        | 2018-11           | Profi                  | [ A 1 ]                                     |
| Exit – Das Buch: Der Jahrmarkt der Angst                             | 2019-03           | Fortgeschrittene       |                                             |
| Exit – Das Spiel: Die Geisterbahn des Schreckens                     | 2019-04           | Einsteiger             |                                             |
| Exit – Das Buch: Tagebuch der Zeit                                   | 2019-04           | Profi                  | [ A 1 ]                                     |
| Exit – Das Spiel: Die Känguru-Eskapaden                              | 2019-05           | Fortgeschrittene       | Co-Autor Marc-Uwe Kling                     |
| Exit – Das Spiel: Der Flug ins Ungewisse                             | 2019-10           | Einsteiger             |                                             |
| Exit – Das Spiel: Der Raub auf dem Mississippi                       | 2019-10           | Fortgeschrittene       | Co-Autor Ralph Querfurth                    |
| Exit – Das Buch: Die verborgene Stadt                                | 2019-11           | Fortgeschrittene       |                                             |
| Exit – Das Buch: Der geheime Schatz                                  | 2019-11           | Kids                   |                                             |
| Exit – Das Buch: Das Geheimnis der Piraten                           | 2020-04           | Kids                   |                                             |
| Exit – Das Spiel + Puzzle: Der verschollene Tempel                   | 2020-05           | Einsteiger             | Co-Autorin Juliane Voorgang                 |
| Exit – Das Spiel + Puzzle: Der einsame Leuchtturm                    | 2020-05           | Fortgeschrittene       |                                             |
| Exit – Das Spiel: Der verwunschene Wald                              | 2020-05           | Einsteiger             |                                             |
| Exit – Das Spiel: Der Friedhof der Finsternis                        | 2020-05           | Fortgeschrittene       |                                             |
| Exit – Das Spiel: Adventskalender – Die geheimnisvolle Eishöhle      | 2020-09           | Einsteiger             |                                             |
| Exit – Das Buch: Adventskalender – Die finstere Weihnacht            | 2020-09           | Einsteiger             |                                             |
| Exit – Das Spiel: Das Tor zwischen den Welten                        | 2020-10           | Fortgeschrittene       | Co-Autor Ralph Querfurth                    |
| Exit – Das Buch: Die Klinik der Schatten                             | 2020-10           | Einsteiger             |                                             |
| Exit – Das Spiel: Das verfluchte Labyrinth                           | 2021-01           | Einsteiger             |                                             |
| Exit – Das Buch: Der rätselhafte Bankraub                            | 2021-03           | Kids                   |                                             |
| Exit – Das Buch: Ebene 6                                             | 2021-03           | Fortgeschrittene       | [ A 1 ]                                     |
| Exit – Das Spiel + Puzzle: Das dunkle Schloss                        | 2021-06           | Einsteiger             |                                             |
| Exit – Das Spiel: Die Entführung in Fortune City                     | 2021-06           | Fortgeschrittene       |                                             |
| Exit – Das Spiel: Adventskalender – Die Jagd nach dem goldenen Buch  | 2021-09           | Einsteiger             |                                             |
| Exit – Das Buch: Adventskalender – Das Unheil am Nordpol             | 2021-09           | Einsteiger             |                                             |
| Exit – App-Spiel: Der Fluch von Ophir                                | 2021-09           | Fortgeschrittene       | iOS und Android, ab 2022-06 auch PC und Mac |
| Exit – Das Spiel: Die Rückkehr in die verlassene Hütte               | 2021-10           | Fortgeschrittene       |                                             |
| Exit – Das Buch: Der Fall des Ryan Creed                             | 2021-10           | Einsteiger             | Krimi                                       |
| Exit – Das Buch: Die Frau im Nebel                                   | 2021-10           | Einsteiger             | Graphic Novel                               |
| Exit – Das Spiel: Schatten über Mittelerde                           | 2022-03           | Einsteiger             | als Der-Herr-der-Ringe-Rätsel               |
| Exit – Das Buch: Die Spur im Spiegel                                 | 2022-03           | Kids                   |                                             |
| Exit – Das Buch: Die Krypto Akten. Codename: AL1A5                   | 2022-03           | Profi                  | [ A 1 ]                                     |
| Exit – Das Spiel: Das Vermächtnis des Weltreisenden                  | 2022-06           | Fortgeschrittene       |                                             |
| Exit – Das Spiel + Puzzle: Das Gold der Piraten                      | 2022-09           | Fortgeschrittene       |                                             |
| Exit – Das Spiel: Rätselspaß im Dschungel                            | 2022-09           | Kids                   |                                             |
| Exit – Das Buch: Der Löwe von San Marco                              | 2022-09           | Fortgeschrittene       | Krimi                                       |
| Exit – Das Spiel: Adventskalender – Der lautlose Sturm               | 2022-09           | Einsteiger             |                                             |
| Exit – Das Buch: Adventskalender – Die düstere Prophezeiung          | 2022-09           | Einsteiger             |                                             |
| Exit – Das Spiel: Das Verschwinden des Sherlock Holmes               | 2022-10           | Fortgeschrittene       |                                             |
| Exit – Das Spiel: Monstermäßiger Rätselspaß                          | 2023-03           | Kids                   |                                             |
| Exit – Das Buch: Das Portal ins Nichts                               | 2023-03           | Einsteiger             | Graphic Novel                               |
| Exit – App-Spiel: Die Prüfung des Greifen                            | 2023-03           | –                      | iOS, Android, PC und Mac                    |
| Exit – Das Spiel: Die Akademie der Zauberkünste                      | 2023-05           | Einsteiger             |                                             |
| Exit – Das Spiel: Die Jagd durch Amsterdam                           | 2023-05           | Fortgeschrittene       |                                             |
| Exit – Das Buch Kids: Gefährliche Ferien                             | 2023-08           | Bücherhelden 2. Klasse |                                             |
| Exit – Das Spiel: Der Gefängnisausbruch                              | 2023-09           | Profis                 | für mind. 2 Spieler                         |
| Exit – Das Puzzle: Der Schlüssel von Atlantis                        | 2023-09           | Unbekannt              |                                             |
| Exit – Das Puzzle: Das verborgene Atelier                            | 2023-09           | Unbekannt              |                                             |
| Exit – Das Buch: Tagebuch der Ewigkeit                               | 2023-09           | Profi                  | [ A 1 ]                                     |
| Exit – Das Spiel: Adventskalender – Der verschwundene Hollywood-Star | 2023-09           | Einsteiger             |                                             |
| Exit – Das Buch: Adventskalender – Das Ticket ins Verderben          | 2023-09           | Einsteiger             |                                             |
| Exit – Das Spiel: Gruseliger Rätselspaß                              | 2024-01           | Kids                   |                                             |
| Exit – Das Buch Kids: Ufo in Sicht                                   | 2024-02           | Bücherhelden 2. Klasse |                                             |
| Exit – Das Spiel: Die Venedig-Verschwörung                           | 2024-01           | Fortgeschrittene       |                                             |
| Exit – Das Buch Kids: Das Geisterkino                                | 2024-07           | Bücherhelden 2. Klasse |                                             |
| Exit – Das Puzzle: Die Bibliothek der Träume                         | 2024-08           | Unbekannt              |                                             |
| Exit – Das Spiel: Schloss Gemeinstein / Mission Candyland            | 2024-09           | Family                 | Zwei Spiele in einer Box                    |
| Exit – Das Spiel: Adventskalender – Das intergalaktische Wettrennen  | 2024-09           | Einsteiger             |                                             |
| Exit – Das Buch: Adventskalender – Die Gaben des Bösen               | 2024-09           | Einsteiger             |                                             |
| Exit – Das Spiel: Krabbeliger Rätselspaß                             | 2025-03           | Kids                   |                                             |
| Exit – Das Spiel: Abenteuer auf Catan                                | 2025-03           | Einsteiger             |                                             |
| Exit – Das Buch Kids: Roboter-Alarm!                                 | 2025-06           | Bücherhelden 2. Klasse |                                             |
| Exit – Das Spiel: Die letzte Vorstellung                             | 2025-08           | Fortgeschrittene       |                                             |
| Exit – Das Spiel: Backstage Boys / Jahrmarkt im Dunkeln              | 2025-08           | Family                 | Zwei Spiele in einer Box                    |
| Exit – Das Puzzle: Der Auftrag "Paris"                               | 2025-08           | Unbekannt              |                                             |
| Exit – Das Spiel: Adventskalender – Der Zauber von Weihnachten       | 2025-09           | Einsteiger             |                                             |
| Exit – Das Buch: Adventskalender – Die Intrige im Herrenhaus         | 2025-09           | Einsteiger             |                                             |

Anmerkungen zu Liste:
1. 1 2 3 4 5 6 7  Eingekauftes Lizenzprodukt mit abweichendem Spielprinzip und ohne Mitwirkung von Inka und Markus Brand
2. 1 2  Entwickelt von Nementic Games und Vertrieben durch USM

## Entwicklung und Rezeption
Die Spielereihe Exit – Das Spiel wurde von Inka und Markus Brand im Auftrag der Kosmos-Redaktion unter Leitung von Ralph Querfurth und Sandra Dochtermann entwickelt. Die Spiele bauen auf dem Konzept der Escape Games auf und nutzen die Grundregeln, nach denen die in einem Raum eingeschlossenen Personen gemeinsam einen Ausweg finden müssen. Dieses Konzept wird sowohl bei Umsetzungen für Computerspiel wie auch in Live-Spielen verwendet, für Brettspiele unter anderen auch von dem Verlag noris Spiele für das Spiel Escape Room – Das Spiel von Andrea Hofbeck. Weitere vergleichbare Spiele sind die Escape the Room-Spiele von Nicholas Cravotta und Rebecca Bleau (Das Geheimnis der Sternwarte und Das Geheimnis des Refugiums des Dr. Gravely, erschienen bei Thinkfun) sowie das Anfang 2017 im Verlag Space Cowboys erschienene Unlock!.
Im Fall von Exit – Das Spiel wurden die Spieleautoren Inka und Markus Brand direkt vom Verlag angesprochen und gebeten, das intern von Ralph Querfurth und Sandra Dochtermann bereits entwickelte Konzept als Spiele umzusetzen, einzelne Rätsel wurden dabei auch vom Redaktionsteam beigesteuert. In Rezensionen wird häufig das Zerstören des Spielmaterials und die damit zusammenhängende einmalige Nutzbarkeit angesprochen. Im Interview erklärt Ralph Querfurth, dass vor allem „die Möglichkeiten, die ein ‚Zerstören‘ des Spielmaterials mit sich bringt, […] enorm [sind]: Diese Rätsel sind die Highlights der Spiele.“ Dies wird auch bei Rezensionen bestätigt, etwa von SpieLama auf YouTube.
Im Mai 2017 wurden die ersten drei Spiele der Serie für den Spielepreis Kennerspiel des Jahres nominiert  und konnten sich bei der Verleihung im Juli gegen die Spiele Räuber der Nordsee und Terraforming Mars durchsetzen.